# 格林貝格戰役
格林貝格戰役（法語：Bataille de Grünberg）發生於1761年3月21日，是七年戰爭期間的一場戰役，布羅伊公爵率領的法軍擊敗了普魯士-漢諾威聯軍。
法軍在森林中行進靠近聯軍，然後突然近距離向騎兵衝鋒，盟軍因反應不及大敗，傷亡慘重。法軍俘虜數千人、14門大砲和18幅軍旗。這場大敗迫使斐迪南·德·布倫瑞克結束對卡塞爾的圍困。

## 註腳
1. 1 2 3 4  Archenholz, p, 418.
2. 1 2 3 4  Officer who served in the British forces, p. 201.